# 乾自駅
乾自駅（コンジャえき）は朝鮮民主主義人民共和国咸鏡南道北青郡に位置する朝鮮民主主義人民共和国鉄道省平羅線の駅である。

## 歴史
- 1928年9月1日：開業[1]。